# تي. في. إبراهيم
تي. في. إبراهيم هو مدرس وسياسي هندي، ولد في 1 مايو 1965 في Pookkottur ‏ في الهند. نشط حزبياً في الرابطة الإسلامية الهندية. في 2016 Kerala Legislative Assembly election ‏، انتخب Member of the 14th Kerala Legislative Assembly ‏ عن دائرة Kondotty Assembly constituency ‏ وقد انضم خلال فترته النيابية ‏ (21 مايو 2016 – ) للكتلة البرلمانية United Democratic Front (Kerala) ‏.